# Radici nel cemento (album)
Radici nel cemento è l'album di debutto dell'omonimo gruppo, pubblicato nel 1996 per l'etichetta discografica Gridalo Forte Records.

## Tracce
1. Forward Dub – 5:54
2. Tuoni e lampi – 7:20
3. Time As Come – 4:18
4. Mirafiori – 5:03
5. Grande minaccia – 8:05
6. Alturas (Dub) – 4:18
7. False parole – 5:17
8. Le mie grida – 6:36

Durata totale: 46:51

## Formazione
- Adriano Bono - voce, flauto
- Giorgio Spriano - chitarra, cori
- Giulio "Clandestino" Ferrante - basso, cori
- Giovanni Graziosi- batteria
- Christian Simone - sax